# Stanislaw Witaljewitsch Agkazew
Stanislaw Witaljewitsch Agkazew (russisch Станислав Витальевич Агкацев; * 9. Januar 2002 in Wladikawkas) ist ein russischer Fußballtorwart.

## Karriere
Agkazew begann seine Karriere bei Alanija Wladikawkas. Zur Saison 2017/18 wechselte er in die Akademie des FK Krasnodar. Zur Saison 2018/19 rückte er in den Kader der drittklassigen Drittmannschaft auf, für die er im Mai 2019 in der Perwenstwo PFL debütierte. Im selben Monat stand er auch erstmals im Kader der zweiten Mannschaft. Für Krasnodar-2 gab er im August 2019 gegen Schinnik Jaroslawl sein Debüt in der zweitklassigen Perwenstwo FNL. In der Saison 2019/20 kam er bis zum Abbruch der Saison zu acht Zweitligaeinsätzen. Im Juli 2020 stand er gegen den FK Rostow erstmals im Kader der ersten Mannschaft.
Im Februar 2021 debütierte er für die erste Mannschaft, als er in der UEFA Europa League gegen Dinamo Zagreb in der Startelf stand. Im selben Monat hütete Agkazew gegen Ural Jekaterinburg auch erstmals in der Premjer-Liga das Tor Krasnodars.